# Championnats d'Europe de boxe amateur 2004
Navigation
Édition précédente Édition suivante
La 35e édition des championnats d'Europe de boxe amateur s'est déroulée à Pula, Croatie, du 19 au 29 février 2004.  

## Résultats

### Podiums
| Catégories                  | Or                    | Argent             | Bronze                                 |
| Poids mi-mouches (-48 kg)   | Sergey Kazakov        | Alfonso Pinto      | Pál Bedák Salim Salimov                |
| Poids mouches (-51 kg)      | Georgiy Balakshin     | Nikoloz Izoria     | Rustamhodza Rahimov Andrzej Rzany      |
| Poids coqs (-54 kg)         | Gennady Kovalev (de)  | Ali Hallab         | Detelin Dalakliev Andrzej Liczik       |
| Poids plumes (-57 kg)       | Vitali Tajbert        | Khedafi Djelkhir   | Mikhail Bernadski Konstantin Kupatadze |
| Poids légers (-60 kg)       | Dimitar Stilianov     | Selcuk Aydin       | Gyula Káté Domenico Valentino          |
| Poids super-légers (-64 kg) | Aleksandr Maletin     | Igor Pashchuk      | Mustafa Karagolu Willy Blain           |
| Poids welters (-69 kg)      | Oleg Saitov           | Xavier Noel        | Ruslan Khairov Rolandas Jasevicius     |
| Poids moyens (-75 kg)       | Gaydarbek Gaydarbekov | Lukas Wilaschek    | Javid Taghiev Andy Lee                 |
| Poids mi-lourds (-81 kg)    | Yevgeniy Makarenko    | Marijo Šivolija    | Aleksy Kuziemski Andriy Fedchuk        |
| Poids lourds (-91 kg)       | Aleksandr Alexeyev    | Viktor Zuyev       | Vedran Đipalo Ertugrul Ergezen         |
| Poids super-lourds (+91 kg) | Aleksandr Povetkin    | Roberto Cammarelle | Jaroslav Jaksto Sergei Roschnov        |

### Tableau des médailles
| Place | Pays              | Médaille d'or, Europe | Médaille d'argent, Europe | Médaille de bronze, Europe | Total |
| ----- | ----------------- | --------------------- | ------------------------- | -------------------------- | ----- |
| 1     | Russie            | 9                     | 0                         | 0                          | 9     |
| 2     | Allemagne         | 1                     | 1                         | 1                          | 3     |
| 3     | Bulgarie          | 1                     | 0                         | 3                          | 4     |
| 4     | France            | 0                     | 3                         | 1                          | 4     |
| 5     | Italie            | 0                     | 2                         | 1                          | 3     |
| 5     | Ukraine           | 0                     | 2                         | 1                          | 3     |
| 7     | Turquie           | 0                     | 1                         | 2                          | 3     |
| 8     | Croatie           | 0                     | 1                         | 1                          | 2     |
| 8     | Géorgie           | 0                     | 1                         | 1                          | 2     |
| 10    | Pologne           | 0                     | 0                         | 3                          | 3     |
| 11    | Azerbaïdjan       | 0                     | 0                         | 2                          | 2     |
| 11    | Hongrie           | 0                     | 0                         | 2                          | 2     |
| 11    | Lituanie          | 0                     | 0                         | 2                          | 2     |
| 14    | Irlande           | 0                     | 0                         | 1                          | 1     |
| 14    | Biélorussie       | 0                     | 0                         | 1                          | 1     |
| Total | 15 pays médaillés | 11                    | 11                        | 22                         | 44    |

## Référence
1. ↑  (fr) Championnats d'Europe de boxe amateur 2004 (les-sports.info)